# Michal Ivan
Michal Ivan (* 29. září 1956) je bývalý slovenský fotbalista, útočník.

## Fotbalová kariéra
V československé lize hrál za Plastiku Nitra. V československé lize nastoupil ve 27 utkáních a dal 2 góly. Dále hrál za ZŤS Martin.

## Ligová bilance
| Ročník                                   | Zápasy | Góly | Minuty | Klub           |
| ---------------------------------------- | ------ | ---- | ------ | -------------- |
| 1. československá fotbalová liga 1979/80 | 16     | 2    | 1035   | Plastika Nitra |
| 1. československá fotbalová liga 1980/81 | 11     | 0    | 539    | Plastika Nitra |
| LIGA CELKEM                              | 27     | 2    | 1574   |                |